# František Bohumír Zvěřina

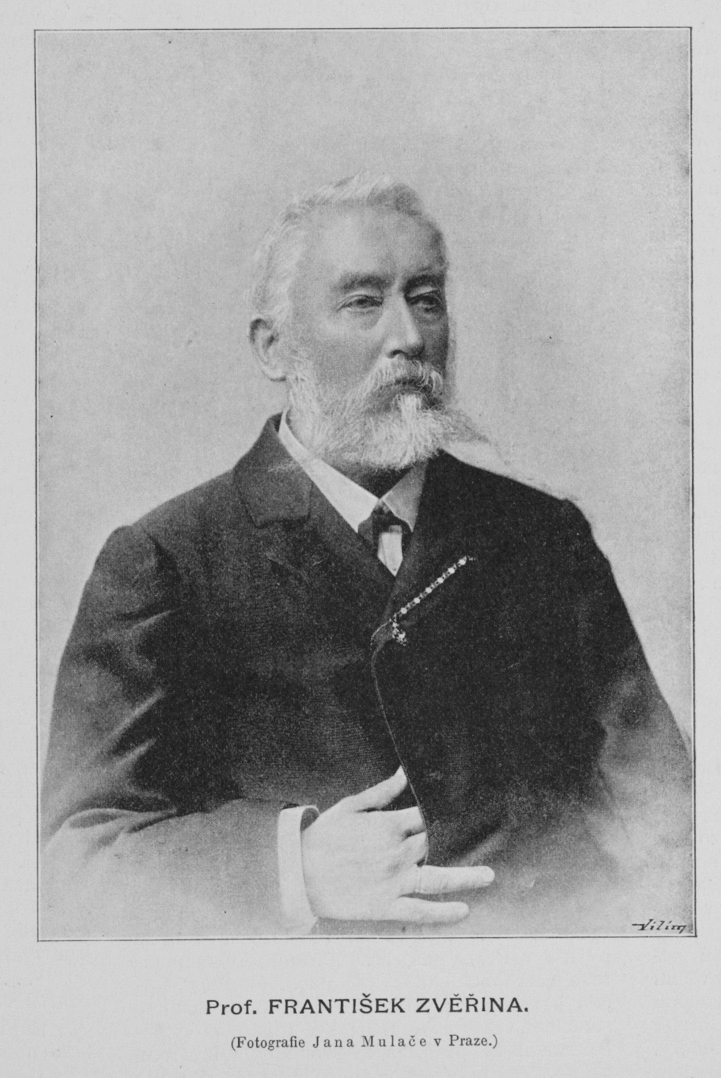
František Zvěřina 1897

František Bohumír Zvěřina, kurz František Zvěřina, (* 4. Februar 1835 in Hrotovice in Mähren; † 27. Dezember 1908 in Wien) war ein tschechischer Maler und Autor.

## Werke
Bilder
- Das Gebet in der Steppe. In: Die Gartenlaube. Heft 8, 1875, S. 140 (Volltext [Wikisource]).
- Ein Bild von Montenegros Bergen. In: Die Gartenlaube. Heft 43, 1877, S. 721–722 (Volltext [Wikisource] – Die Czerna Zid, die wilde Mauer, in Montenegro).
- H. v. C.: „Die Illyrische Schweiz“. In: Die Gartenlaube. Heft 41, 1878, S. 678–682 (Volltext [Wikisource] – Bosnische Volks-Typen und Bosnisches Haus und Rajah-Hütte).
- – r.: Aus Bosnien. In: Die Gartenlaube. Heft 10, 1879, S. 172 (Volltext [Wikisource] – Bosnisches Wirthshaus).

Illustrierte Texte
- Aus dem Sennerleben der Herzegovina. In: Die Gartenlaube. Heft 29, 1874, S. 470–473 (Volltext [Wikisource]).
- In Sturm und Wetter. In: Die Gartenlaube. Heft 13, 1881, S. 208–211 (Volltext [Wikisource]).

## Weblinks

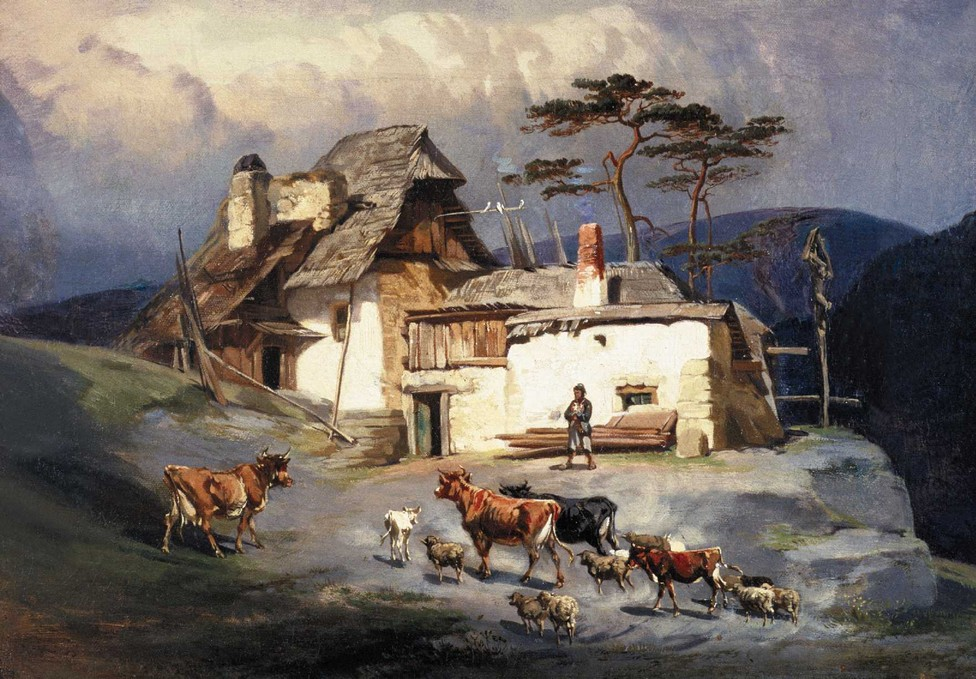
František Zvěřina - Selská chalupa (Bauernhütte)